# Swainsona greyana
Swainsona greyana là một loài thực vật vó hoa trong họ Fabaceae bản địa của Úc.

## Hình ảnh

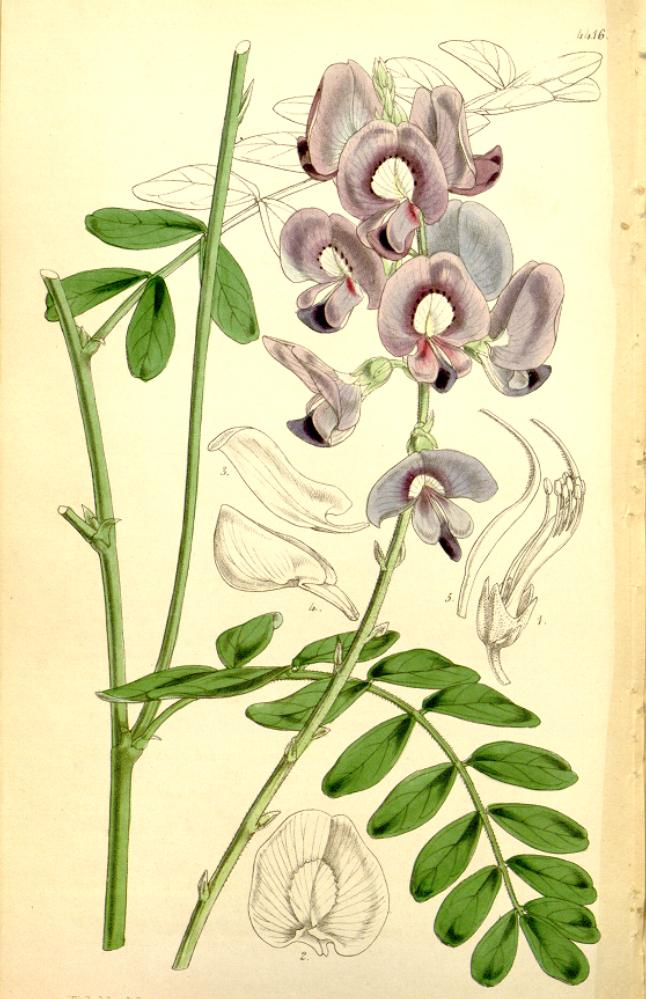